# 吉諾·梅德
吉諾·梅德（德語：Gino Mäder，1997年1月4日—2023年6月16日），瑞士單車選手，曾效力巴林勝利，於參加環瑞士單車賽期間意外身亡。
梅德早年曾參與場地單車賽，包括2016年歐洲場地單車錦標賽的團體捕捉賽，至2019年轉戰公路單車，加盟UCI一級車隊庫貝卡車隊，2020年10月首次出戰環西班牙單車賽。
2021年，梅德加盟巴林勝利。在該年巴黎–尼斯單車賽第7站賽事中，梅德曾試圖突圍，但在距終點最後50米遭普里莫日·羅格里奇超越。梅德於賽後獲得當日的敢鬥獎。
同年再度出戰2021年環西班牙單車賽，梅德於首8站賽事落後3分鐘，及至第9站賽事起開始發力，在往貝萊菲克的山地王賽事中獲第7名。在其餘分站賽事中，梅德擔當隊友傑克·海格的勤務角色。在第17站賽事完成後，梅德的總成績首度晉身首十名。最後以總成績第5名完成環西賽，並獲青年車手冠軍。

## 意外身亡
在2023年環瑞士單車賽中，梅德於6月15日舉行的第5站賽事中，在阿爾布拉山坳往拉蓬特高速落斜期間，在一個彎位發生意外摔車，而在數分鐘前，美國車手馬格努斯·雪菲爾德亦在差不多同一位置摔車。梅德當場不省人事及浸入水中，醫療團隊曾為梅德施行心肺復甦法，及以直升機送院搶救。翌日不治，終年26歲。梅德離世當日，環瑞士賽大會宣布取消第六站賽事，以示哀悼，而主車群則在蒂勒湖至上維爾-利利之間騎行20公里，以紀念梅德。
巴林勝利車隊及另外兩支車隊（Intermarché及帝舵車隊）宣布於6月17日退出環瑞士自行車賽，斯特凡·金與另外三名瑞士車手亦於當日宣布退出本屆比賽，第七站賽事改以放飛白鴿代替鳴槍出發。